# Alexander Porter
Alexander Porter (24 giugno 1785 – Atakapa, 13 gennaio 1884) è stato un politico statunitense di origine irlandese, senatore per la Louisiana.

## Biografia
Emigrò negli Stati Uniti nel 1801 con uno zio. Ricevette un'educazione limitata; dopo aver frequentato il college, studiò legge e nel 1807 fu ammesso all'ordine degli avvocati; iniziò a praticare nella regione di Atakapa nel territorio di Orleans. È stato un delegato del convegno che ha emesso la prima Costituzione della Louisiana nel 1812.
Porter fu giudice della Corte Suprema dal 1821 al 1833 e venne eletto al Senato degli Stati Uniti con il Partito Whig il 19 dicembre del 1833, a seguito della morte di Josiah S. Johnson. Il 5 gennaio del 1837 si dimise dall'incarico a causa delle sue cattive condizioni di salute e si dedicò alla pittura ed alla giurisprudenza, lavorando ad Atakapa.
Quando la sua forma sembrò migliorare, tornò in politica e venne nuovamente eletto senatore il 4 marzo del 1843, ma poco dopo fu nuovamente costretto ad abbandonare. Morì vecchissimo ad Atakapa e fu sepolto a Franklin, in Louisiana.